# Kurija Belošević
Kurija Belošević je građevina u općini Hrašćina,  zaštićeno kulturno dobro.

## Opis dobra
Prizemnica pravokutnog tlocrta, kurija Belošević smještena je nedaleko od središta naselja Hrašćina. Sagradio ju je Dragojlo Kušlan u 19. st. kao posljednju „hižu“ na tlaku. Osnovna tlocrtna dispozicija sačuvana je u cijelosti kao i konstruktivni i građevni elementi. S južne strane, duž pročelja proteže se natkriti ganjak, poduprt drvenim rezbarenim stupovima. Ispod trijema ulaz je u kuću. Nedaleko od kuće nalaze se nekadašnji gospodarski objekt, danas pretvoren u gostinjske sobe. U jednoj od njih sačuvana je stara preša za grožđe iz 1834. g.

## Zaštita
Pod oznakom Z-4534 zavedena je kao nepokretno kulturno dobro - pojedinačno, pravnog statusa zaštićena kulturnog dobra, klasificirano kao "sakralna graditeljska baština".